# Batalla de Dan-no-ura
La batalla de Dan-no-ura (壇の浦の戦い, Dan-no-ura no tatakai) fou una gran batalla naval de les Guerres Genpei, que ocorregué en Dan-no-ura, costa de l'estret de Shimonoseki en la part sud de Honshu. En 25 d'abril del 1185, la flota del clan Genji (clan Minamoto), dirigida per Minamoto no Yoshitsune, va vèncer a la flota del clan Heike (Taira), en un enfrontament que durà mig dia.

## Antecedents
En el Japó feudal del segle xii el poder central i provincial estava en mans de clans familiars amb vincles més o menys estrets amb la família imperial, però rivals entre si; els Fujiwara, els Minamoto (o Genji) i els Taira (o Heiké).
Els Fujiwara ocupaven tots els llocs clau de l'administració imperial. Els Minamoto o Genji (títol honorífic concedit als fundadors del clan) també van aconseguir ocupar diversos llocs de responsabilitat, com el de la guàrdia de les portes o el del prebostatge, tenint així sota control l'exèrcit i la policia. Quant als Taira, a pesar que alguns d'ells van exercir alts comandaments, ja no tenien accés a la cort. No obstant això, en el curs de la primera meitat del segle xii un Taira aconseguí ser director de justícia al final de la seva vida.
Kiyomori era el fill major del difunt director de justícia. Hàbil polític, es convertiria en un dels homes més importants en els cercles de l'emperador, eclipsant al cap dels Minamoto. Així, els dos clans no van cessar de tractar de superar-se l'un i l'altre per a aconseguir els favors imperials.
En 1150, Taira no Kiyomori s'havia convertit en el senyor absolut després d'eliminar els Fujiwara i els Minamoto d'alguns llocs. La seva ambició era que el clan Heiké suplantés al clan Fujiwara. En 1167 era gran ministre i la seva filla una nyôgo, és a dir una esposa imperial que donaria llum al futur emperador, Antoku-Tennó. Al néixer el nen, el seu avi feu abdicar a l'emperador regnant. El gendre va prendre llavors el títol oficial d'Emperador «Retirat» en benefici del net d'uns mesos d'edat. A partir d'aquell moment, Kiyomori es va veure obligat a intrigar per a sufocar les rebel·lions sorgides en els cercles de l'Emperador Retirat, el que van aprofitar els Genji per a intentar prendre el poder.
Després de sufocar la revolta dels monjos-soldats de Nara, Kiyomori morí poc després que el seu gendre.

## Les flotes
La lluita s'intensificà llavors fins a l'enfrontament final. Aquest es va produir en la batalla naval de Dan-no-ura en 1185. Els Genji, amb l'esforç de nombrosos governadors i monjos soldats, armaren 3.000 vaixells; els Heiké, que només disposaven de 1.000, es van refugiar en Yashima, en l'illa de Shikoku. Al capdavant dels Genji estava Yoritomo, fill menor de Yorimasa, el cap del clan, derrotat per Kiyomori en una batalla anterior.
Com dictava el costum, en una de les naus Heiké s'embarcà al jove emperador Antoku-Tennô, que només tenia set anys, amb la seva àvia, la vídua de Kiyomori.
La flota del clan Taira era inferior en nombre, però algunes fonts asseguren que, enfront de la flota del clan Minamoto, tenien un avantatge en el coneixement dels corrents d'aquesta àrea, així com de les tàctiques de combat naval en general.

## El combat

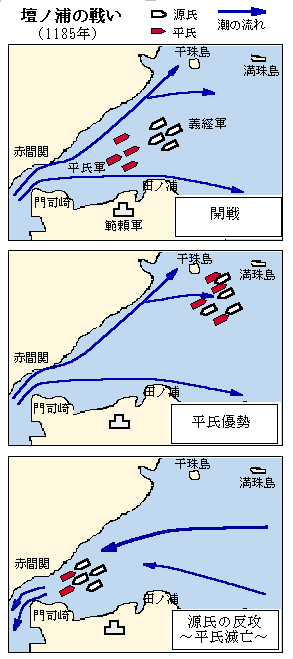
Progrés de la batalla de Dan-no-ura. Els vaixells del clan Taira (en roig), estaven esperant els vaixells comandats per Minamoto no Yoshitsune (en blanc) prop de l'estret de Shimonoseki, entre Honshu (dalt) i Kyushu (baix). Addicionalment havia un suport del clan Minamoto en Kyushu comandat per Noriyori.
A dalt: Posició dels dos fronts al començament de la batalla.
Centre: El flux de la marea, que anava en direcció est (en color blau) estava afavorint al clan Taira, i estava comprometent a Yoshitsune a una reculada de les seves forces.
Avall: A mesura que passaven les hores, el flux de la marea canvià en l'adreça oest i va ser aprofitat per Yoshitsune, replegant als Taira cap a l'estret i derrotant-los de manera definitiva.

De nit, enmig d'una violenta tempestat, Yoshitsuné, germà de Yorimoto, creuà l'estret amb cinc vaixells i cent genets i va obligar els Heiké a tornar a embarcar a tot córrer.
La flota Taira es dividí en tres esquadrons, mentre que els seus enemics arribaren en massa amb els seus arquers preparats. El principi, abans que la flota Taira prengués la iniciativa, la batalla consistí principalment en un intercanvi d'arquers a llarga distància. Però posteriorment, la flota Taira intentà envoltar a la flota enemiga usant els corrents marins en el seu profit. Després d'entrar en contacte, el duel d'arquers deixà pas a un abordatge amb espases i dagues. No obstant això, els corrents canviaren donant l'avantatge novament a la flota Minamoto.
Un dels factors crucials en el triomf de la flota de Minamoto fou la deserció del general del clan Taira Taguchi Shigeyoshi, que va revelar als Minamoto en quin vaixell es trobava l'Antoku de sis anys. Els arquers Minamoto van concentrar la seva atenció en els timoners i remers del vaixell de l'Emperador, de la mateixa manera que ho van fer amb la resta de la flota, deixant als vaixells sense control.
Els Heiké prompte van ser posats en fugida. Molts dels guerrers Taira, veient la batalla tornar-se en la seva contra, es van llançar al mar cometent suïcidi abans d'afrontar la seva derrota a les mans del clan Minamoto. Entre aquells que moriren d'aquesta forma es trobaven Antoku i la seva àvia, la vídua de Taira no Kiyomori, cap del clan, qui per a no caure en mans dels enemics es llançaren a les ones, seguits pels guerrers Heiké supervivents. Fidels al seu amor propi i al sentit de l'honor japonès, van preferir una mort gloriosa a la vergonya de caure presoners i ser vilment executats, de manera que es van suïcidar.
Els Taira intentaren llançar per la borda les joies de la corona però solament ho van aconseguir amb l'espasa i el mirall abans que el vaixell que les transportava fos capturat. El mirall va ser recuperat per uns bussejadors mentre que l'espasa es va perdre definitivament.
Fins a aquest dia, els crancs de Heike que es troben en els Estrets de Shimonoseki són considerats pels japonesos com portadors dels esperits dels guerrers Taira.